# Uchū Shōnen Soran
Uchū Shōnen Soran (宇宙少年ソラン) é uma série de animé a preto e branco, criada pelo estúdio Television Corporation of Japan (TCJ, atualmente conhecido como Eiken), tendo noventa e seis episódios. Foi transmitida no Japão pelo canal Tokyo Broadcasting System entre 4 de maio de 1965 e 28 de março de 1967. Um filme homónimo baseado na série, foi realizado por Tsunetoki Seko, escrito por Aritsune Toyota e Kazuya Fukumoto e estreou-se a 24 de julho de 1965 no Japão.
A série foi transmitida no Brasil pelos canais Rede Tupi e Rede Record na década de 1970, sob o título de Zoran: O Garoto do Espaço.

## Elenco
- Yoshiko Asai como Soran Tachibana
- Masako Sugaya como Chappy
- Yoshiko Matsuo como Mika Furutsuki
- Shoichi Kuwayama como doutor Furutsuki
- Gorō Naya como doutor Tachibana
- Akiji Kobayashi como Wyler
- Toshiko Maeda como Sakura
- Toshiya Ogata como Green
- Eken Mine como Yokugawa
- Isao Sakuma como narrador

## Equipa
- Realização e composição da série: Haruyuki Kawajima
- Guião: Masaki Tsuji
- Realização dos episódios: Tsunetoki Seko
- Música: Kazuo Iba, Taku Izumi
- Conceito original e supervisão: Kazuya Fukumoto
- Desenho das personagens e quadro-chave: Yoshikatsu Miyakoshi
- Direção de arte: Hisako Takemura
- Animação intermediária: Masae Abiko, Shizuko Komooka, Toyoo Ashida

## Músicas
Tema de abertura:
- "Uchū Shōnen Soran" (宇宙少年ソラン), interpretado por Kamitakada Shōnen Gasshōdan.

Tema de encerramento:
- "Iza Ike Soran" (いざ行けソラン), interpretado por Aya Yoshida e Misuzu Jidō Gasshōdan.